# Operación Linda Nchi
La invasión de Somalia (cuyo nombre en clave es Operation Linda Nchi, Proteger el país en español) comenzó a mediados de octubre de 2011 cuando tropas del Ejército de Kenia cruzaron la frontera con Somalia para atacar los bastiones del grupo islamista de la juventud combatiente Al-Shabaab. La incursión ocurrió después de que Kenia acusase al grupo Al-Shabaab de haber secuestrado a extranjeros en su país. El 16 de octubre de 2011 fuentes militares kenianas anunciaron que sus tropas se habían adentrado 100 km en Somalia. La operación supuestamente involucra varios camiones cargados de soldados, aviones militares y helicópteros.

## Acciones
Al comienzo del despliegue, un helicóptero Harbin Z-9 del Ejército de Kenia se accidentó por fallas mecánicas, muriendo sus tripulantes.
El 18 de octubre un coche bomba mató a dos personas e hirió a otras 15 en Mogadiscio, mientras ministros kenianos visitaban la capital somalí. Tropas de Kenia y Somalia avanzaron sobre el pueblo de Afmadow.
El 24 de ese mes, aviones a reacción atacaron la localidad de Kismaayo, controlada por elementos de Al-Shabaab. Ya por esos días, diferentes voces hablan de apoyo militar francés y estadounidense a las acciones.
El 28, una emboscada de Al-Shabaab sobre un convoy keniano en el sur de Somalia causó al menos dos soldados heridos, con la pérdida de nueve vidas del grupo miliciano (Al-Shabaab asegura haber asesinado veinte soldados kenianos). Esta acción es la primera en la cual las tropas de ambos bandos se enfrentan directamente.
El 30, aviones de combate atacaron posiciones terroristas en el pueblo de Jilib, ocasionando la muerte de 10 personas y más de 40 heridos, entre ellos varios civiles.
El 31, tropas del gobierno somalí mataron a 10 insurgentes en las localidades de Busar y Modaale.

## Reacciones
El Gobierno Federal de Transición de Somalia manifestó su oposición a la incursión. Según el periodista Daniel Howden, el embajador somalí en Kenia dijo: «No podemos permitir que ningún país nos invada.»" Por su parte, Al-Shabaab amenazó con realizar ataques en terreno keniano si este país no detenía su ofensiva. El 29 de octubre, el presidente de Tanzania Jakaya Kikwete apoyó la operación en la reunión de jefes de gobierno de la Mancomunidad de Naciones en Perth (Australia). El día siguiente fue Paul Kagame, presidente de Ruanda, quién mostró su apoyo a la incursión keniana en Somalia y ofreció la ayuda de su país si Kenia lo solicitaba. También el presidente sudafricano Jacob Zuma expresó su apoyo a esta operación.